# Primer Ensanche de Pamplona
El Primer Ensanche o Ensanche Viejo de Pamplona (Lehenengo Zabalgunea o Lehen Zabalgunea en euskera) se proyectó en 1888, tras obtener del ramo guerra los terrenos que ocupaba el glacís de la Ciudadela hacia la ciudad. Se trató, como indica su nombre, de la primera ampliación urbana de la ciudad constreñida por las murallas que la rodeaban y reducida al espacio que ocupa el casco histórico. Suponía una ampliación reducida, e insuficiente para la población de la ciudad; años más tarde se consiguió el derribo de las murallas y la construcción del Segundo Ensanche.

## Historia

### Origen
La Pamplona del siglo XIX era una ciudad de marcada personalidad militar, las murallas que la protegían desde el siglo XVI constituían un cinturón que no le dejaba crecer. Esto provocó problemas de hacinamiento urbano, incrementando el nivel de mortalidad en la ciudad. En el exterior de las murallas no era posible edificar por razones militares, las denominabas «zonas polémicas», es decir un terreno próximo a un recinto militar en el que no se puede construir. Aprovechando una visita del rey Alfonso XII, en 1884 se consiguió que se suavizasen algo estas normas: la Real Orden del 14 de agosto de ese mismo año permitió edificaciones en algunas zonas extramuros en la zona al norte de la terraza en que se asienta Pamplona, y prometía aligerar las gestiones para la construcción en el glacis de la Ciudadela. Las negociaciones para lograr el primer ensanche comenzaron en 1887, de manos del concejal Serafín Mata y Oneca.[cita requerida] Para ello hubo que ceder terrenos en el soto de Ansoáin a los militares, además de 750.000 pesetas y agua para los cuarteles, consiguiendo finalmente que se pudiera edificar en el interior del recinto amurallado de la ciudad, colindante con la Ciudadela.

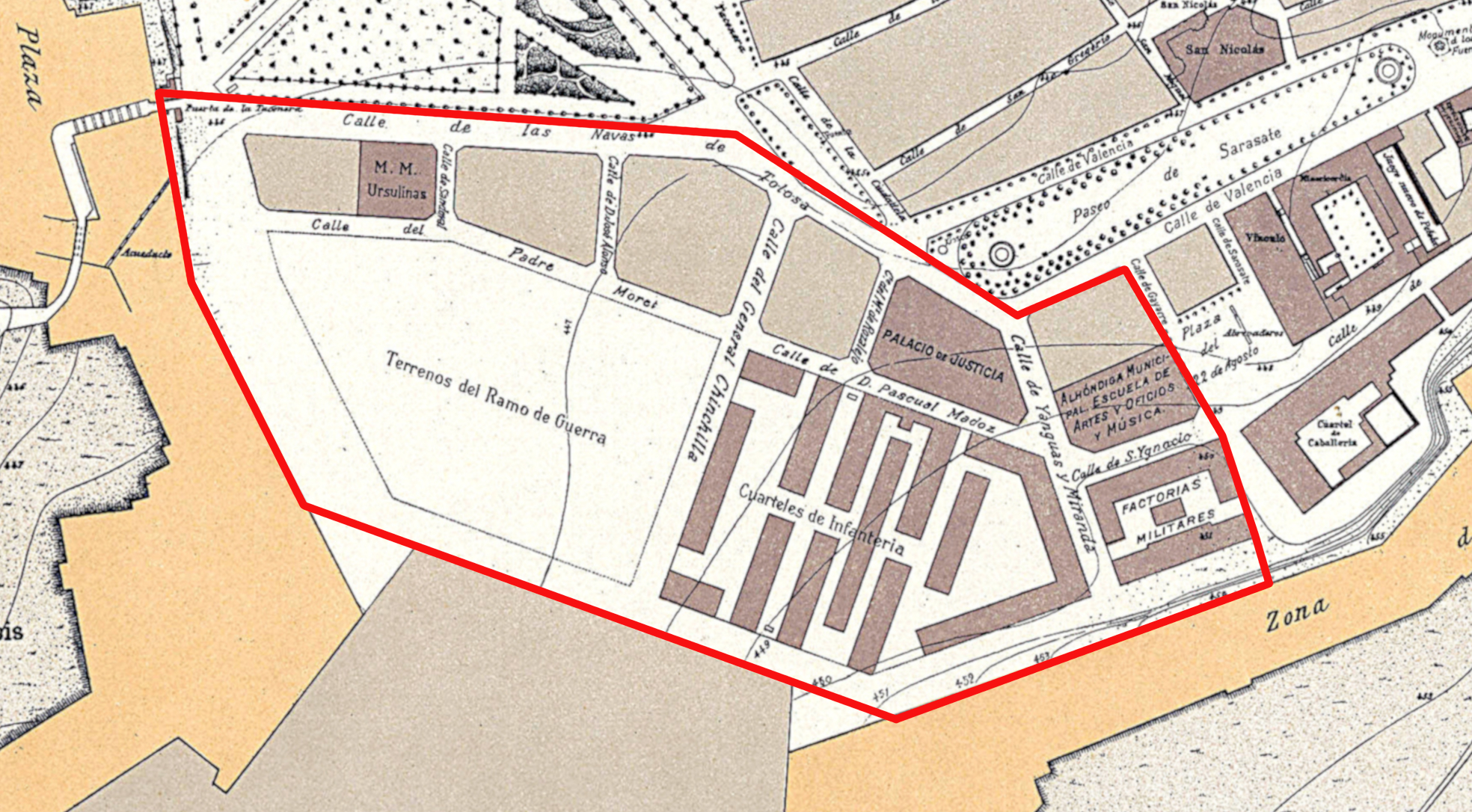
Ámbito del Proyecto de Ensanche elaborado por la Comandancia de Ingenieros (1888)

El estudio urbanístico correspondiente, se encargó al Ramo de Guerra, y en concreto a la Comandancia de Ingenieros, que en mayo de 1888 presenta los planos que reflejaban la solución que se iba a adoptar: una ordenación longitudinal con dos zonas una militar y otra civil, separadas por vial longitudinal (actual calle Padre Moret), que dejaba al sur, junto a Ciudadela, la zona militar, y al norte la civil.  En 1891 se derribaron, tal como preveía este estudio los baluartes de San Antón y de la Victoria de la Ciudadela, los que miraban y controlaban la ciudad; El ámbito de la zona civil corresponde al espacio que actualmente queda delimitado por la calle Navas de Tolosa, al norte; la avenida del Ejército al sur; Pío XII, al oeste; y Alhondiga, plaza del Vínculo y calle Tudela al este. El proyecto definitivo de la zona civil fue realizado en 1889 por el arquitecto municipal Julián Arteaga, acompañado de unas ordenanzas muy sencillas: los propietarios no podían dividir los solares previstos, ni construir casas de menos de 160 m², debían preverse uno o más patios cuya superficie total fuese al menos igual al 10% del solar, en el exterior debía disponerse un zócalo de sillería de un metro de altura, la fachada debía ser de, al menos, 10 m, y la altura del edificio dependía de la categoría de la calle en que se encontraban: 18 metros en el paseo de Sarasate, Navas de Tolosa, General Chichilla y Yanguas y Miranda, y 15 metros en las restantes calles.

El Ensanche proyectado por Arteaga comprendió solo seis manzanas: cinco de ellas se distribuían en el pentágono que tiene su amplia base en la calle Padre Moret, y las caras opuestas en Navas de Tolosa; la sexta era una manzana cuadrada comprendida entre paseo de Sarasate, Alhondiga, Estella y Yanguas y Miranda.En 1890 se construyeron las primeras casas, precisamente, en la manzana separada del resto por Yanguas y Miranda, para 1900 estaba construido en su práctica totalidad. En el frente del paseo de Sarasate se construyó el Palacio de Justicia, actual Parlamento de Navarra; y en la parte sur de la sexta manzana, la Alhóndiga, la Escuela de Artes y Oficios y de Música. La zona militar se construyó más tarde, siguiendo el proyecto de Antonio Los Arcos, disponiendo distintos bloques separados para las distintas funciones y dejando en la zona oeste una amplia parcela libre, utilizada para instrucción.. En 1915 se construyó el edificio destinado a vivienda de  jefes y oficiales, según el proyecto  del capitán de ingenieros César Cañedo, con la fachada principal dando frente a la calle General Chinchilla; este edificio fue acondicionado en 1970 para el Gobierno Militar, y es el único edificio que se conserva de aquella época, pues los demás fueron demolidos en esos años.

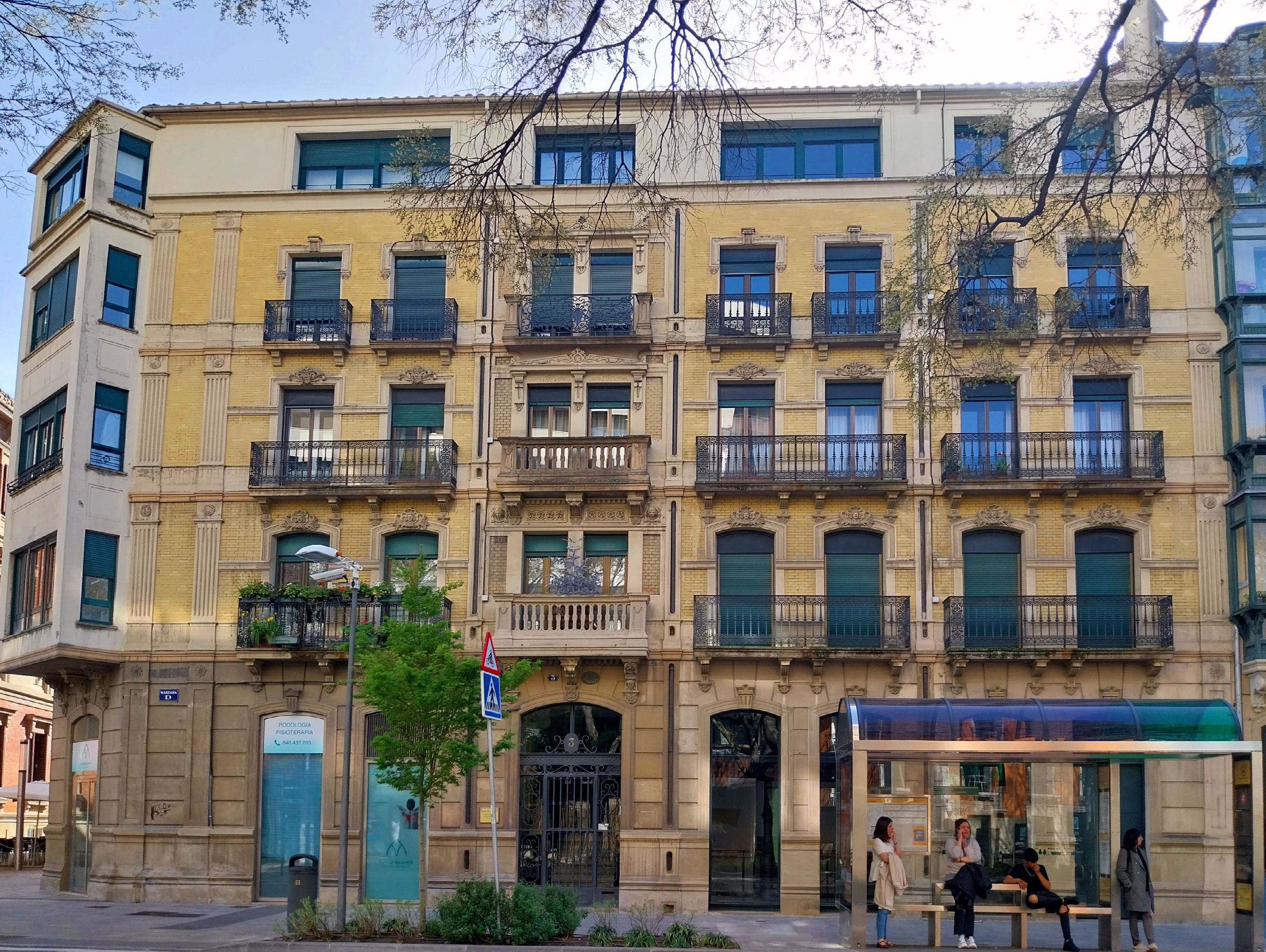
Navas de Tolosa, 3
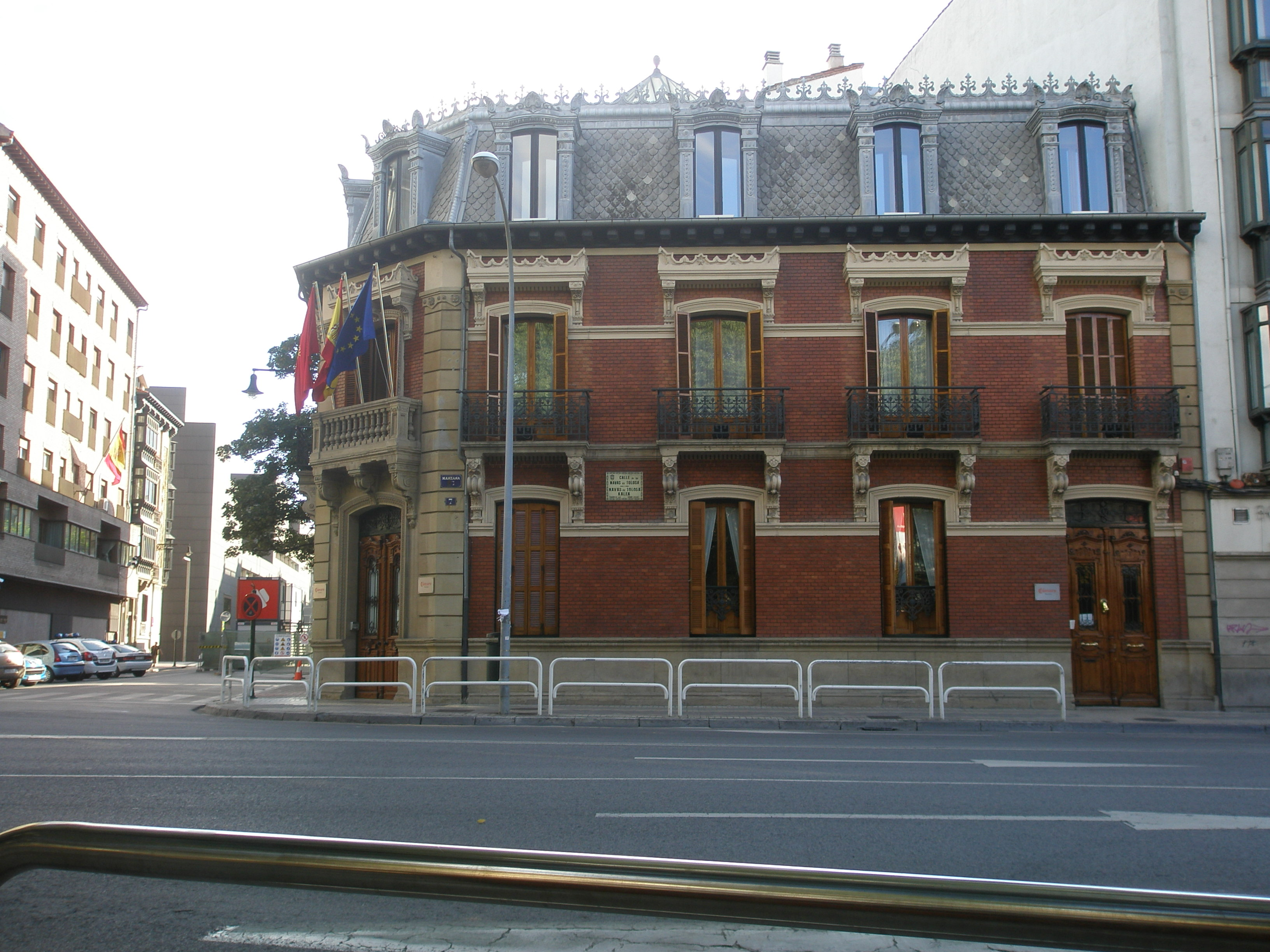
Cámara de Comercio en c/Las Navas de Tolosa
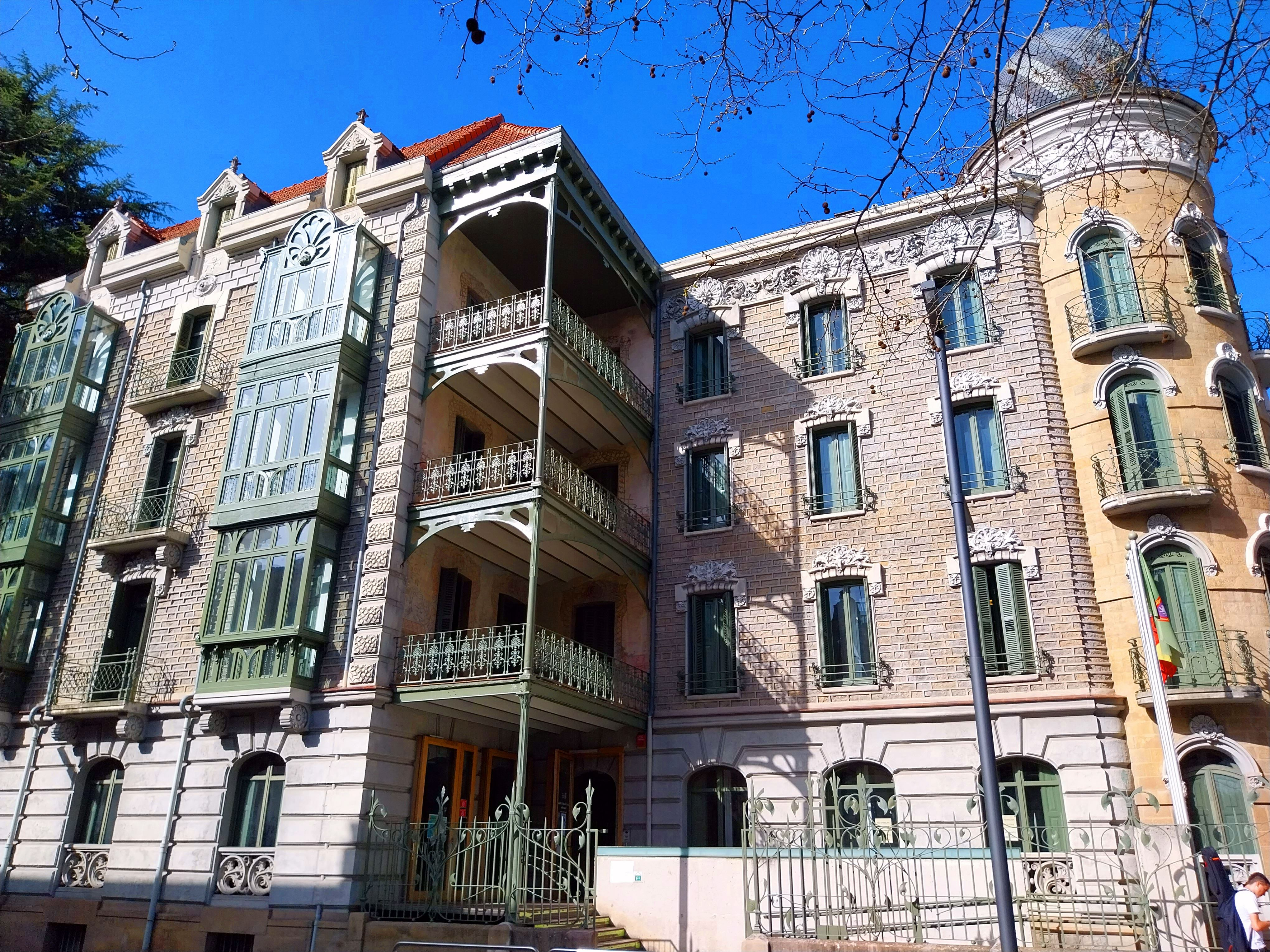
Escuela de Música
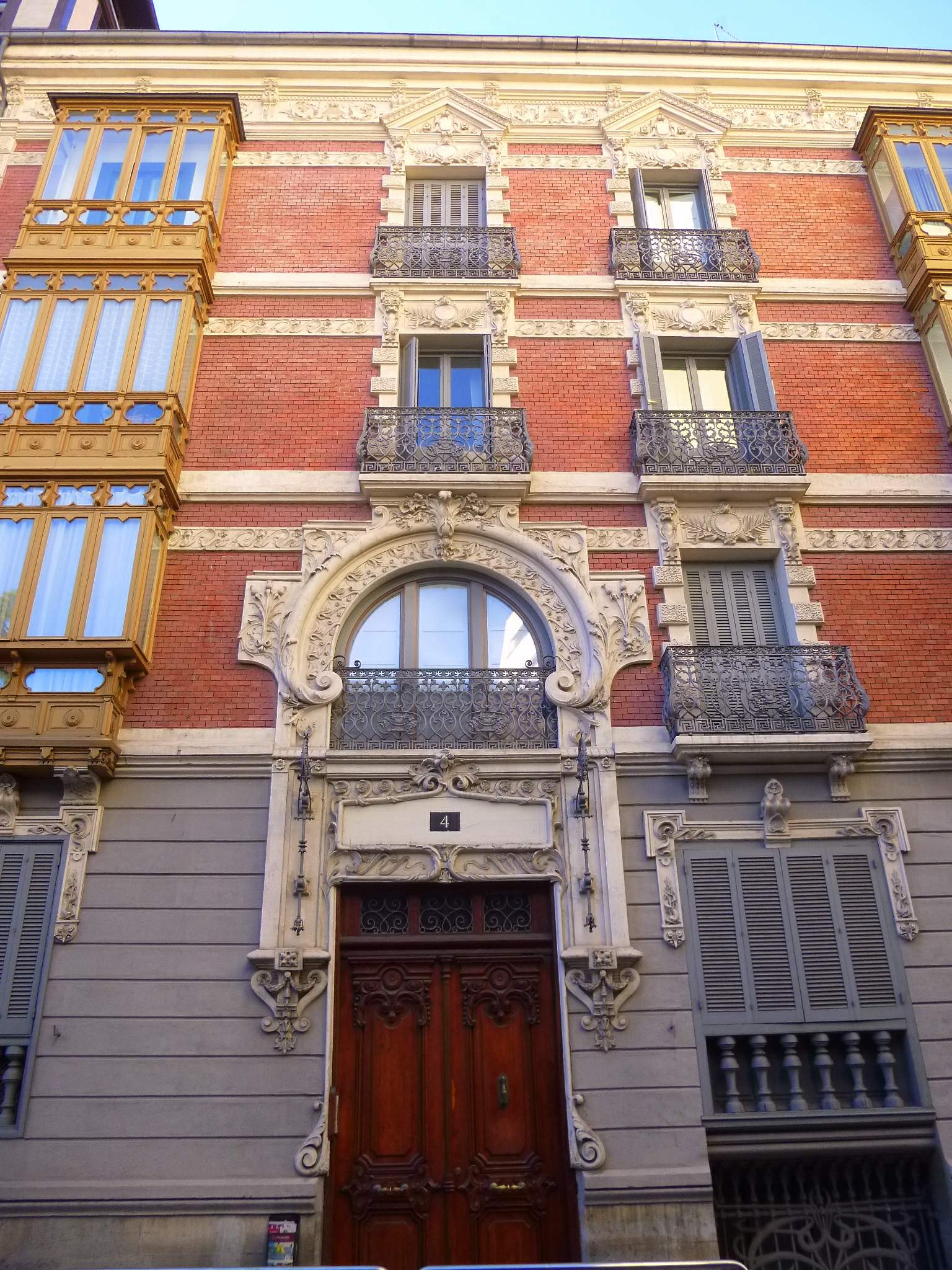
José Alonso, 4
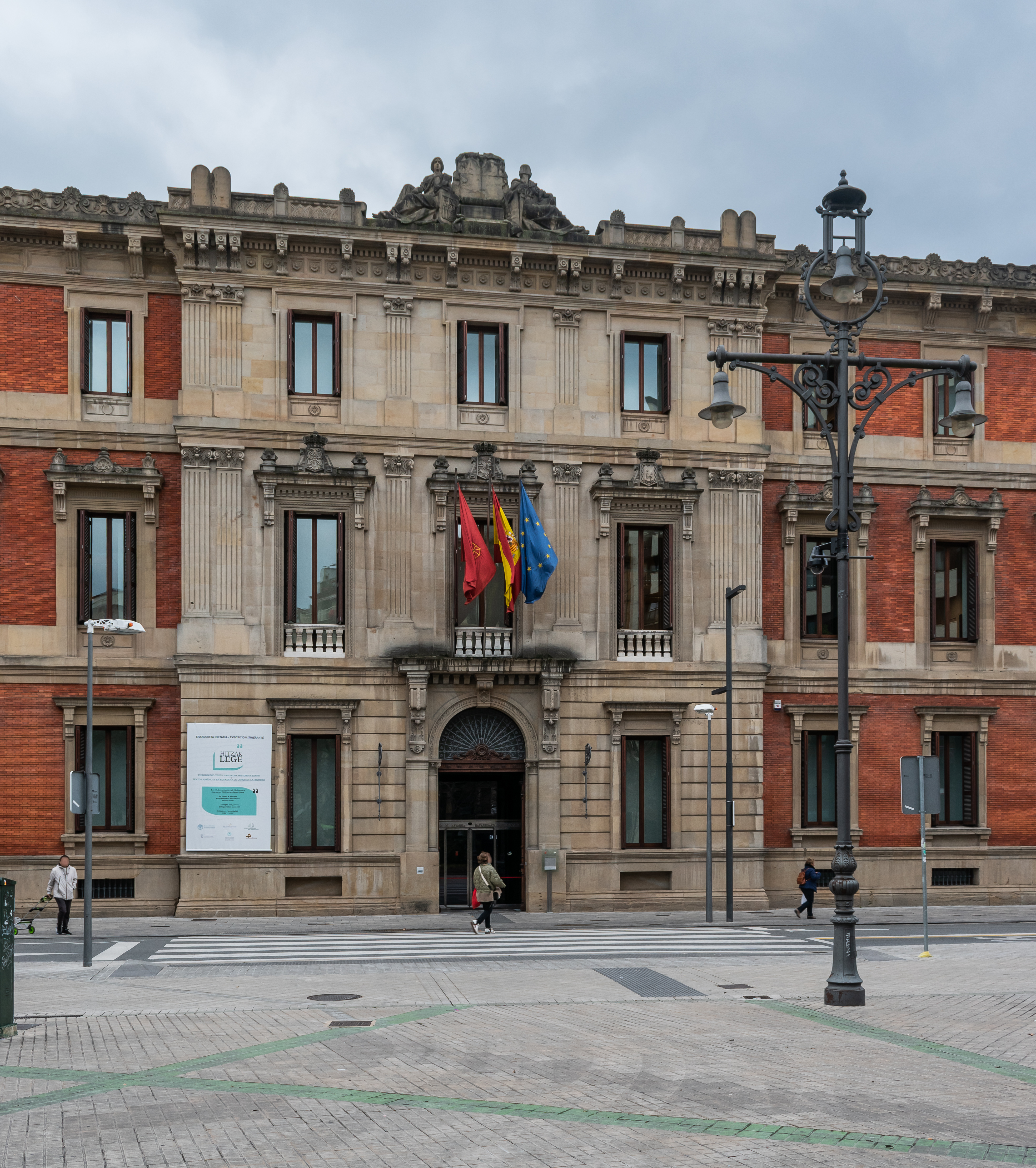
Parlamento de Navarra

### Reforma de la zona militar
En 1963 el Gobierno autorizó la transferencia al Ayuntamiento de Pamplona de los terrenos que el ejército mantenía en el interior de la ciudad; y entre ellos, lógicamente, los situados en el Primer Ensanche. El Convenio entre el Ministerio del Ejército y el Ayuntamiento se firmó el diciembre de 1964, a partir de ese momento se inicio la transformación de la zona del ensanche que había ocupado las instalaciones militares.
En 1971 se urbanizó el nuevo vial que unía el Segundo Ensanche con el barrio de San Juan, bordeando la Ciudadela, así apareció la denominada la avenida del Ejército, para se rellenaron los fosos de las murallas próximos a la Taconera, y lo se derribó uno de los cuarteles, que se había construido adosado al muro de la Ciudadela, entre su Puerta principal y los restos del baluarte de San Antón. Al proceder a dicho derribo, quedó por tanto abierta en uno de sus lados, cerrándola posteriormente mediante la reconstrucción del muro.
En un primer momento se planteó la ordenación de antigua zona militar como una zona comercial y de equipamiento; así figuraba en el denominado «Plan Parcial del Centro Comercial de la Avenida del Ejército», aprobado por el Ayuntamiento en 1973. No obstante distintas vicisitudes fueron modificando esa opción, construyéndose hacia el este un conjunto de bloques residenciales, manteniendo solo los solares situados al este usos similares al previsto. Allí se construyó en 1975 el edificio destinado a la Caja de Ahorros de Navarra; y décadas después, en el año 2000, el Palacio de Congresos y Auditorio de Navarra. En el extremo oeste se levantó entre 1968 y 1976 el denominado edificio Singular, formado por tres torres de viviendas macladas entre sí y apoyadas en un cuerpo horizontal de tres plantas destinado a comercio y usos terciarios; en conjunto se desarrolla en dieciocho plantas.
Por otra parte, la primera de las cinco manzanas de este Primer Ensanche (la situada al oeste de la calle Navas de Tolosa) se perdió en la segunda mitad del siglo XX y hoy está dividida en dos formadas por edificios modernos.

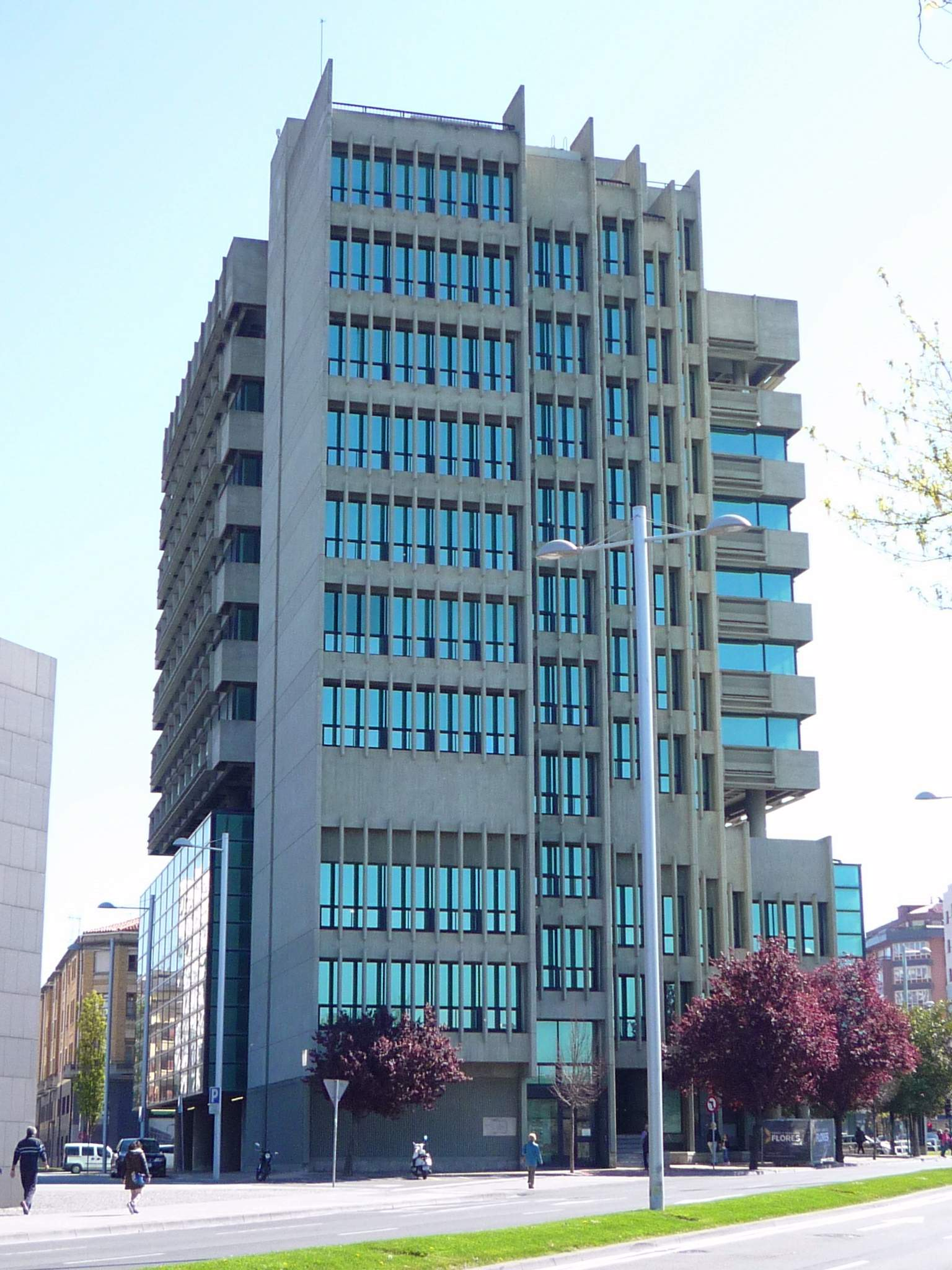
Antiguo edificio de la Caja de Ahorros de Navarra (CAN)
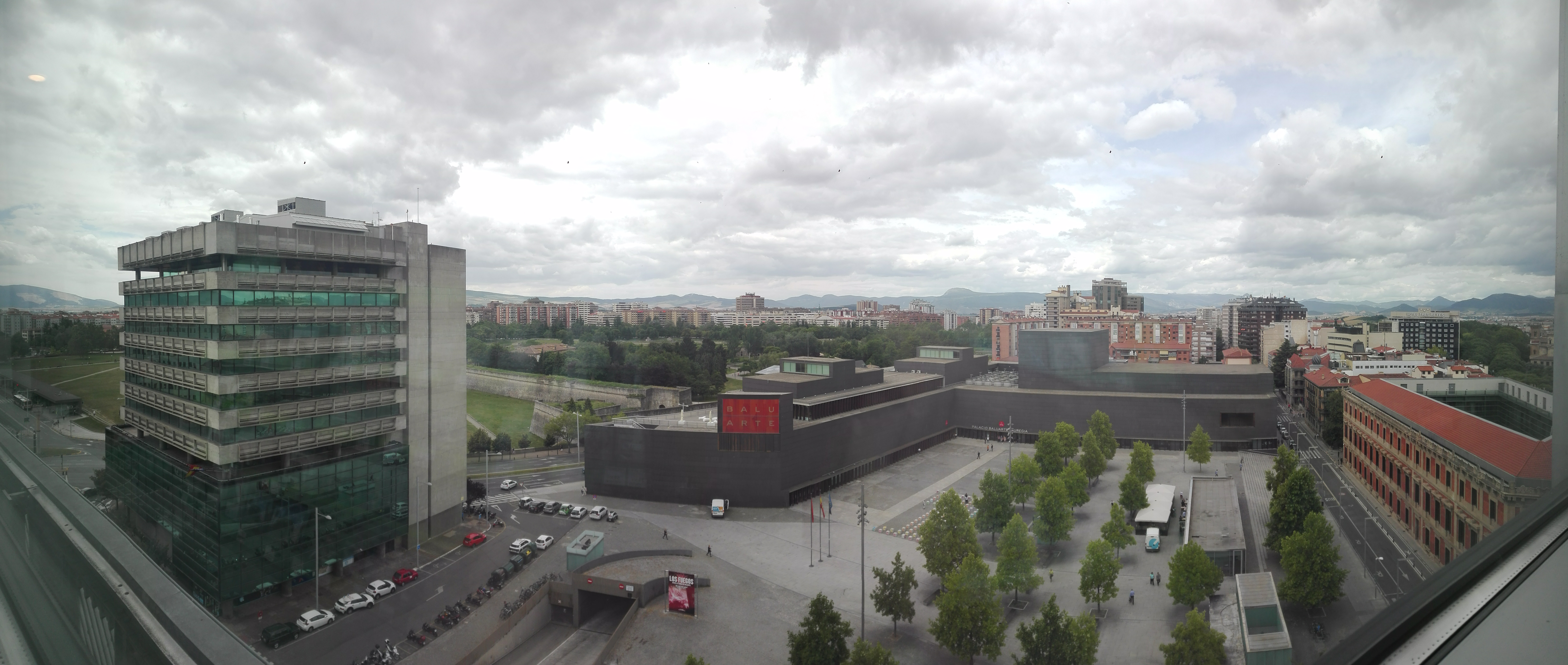
Edificio de la CAN, Baluarte, Parlamento
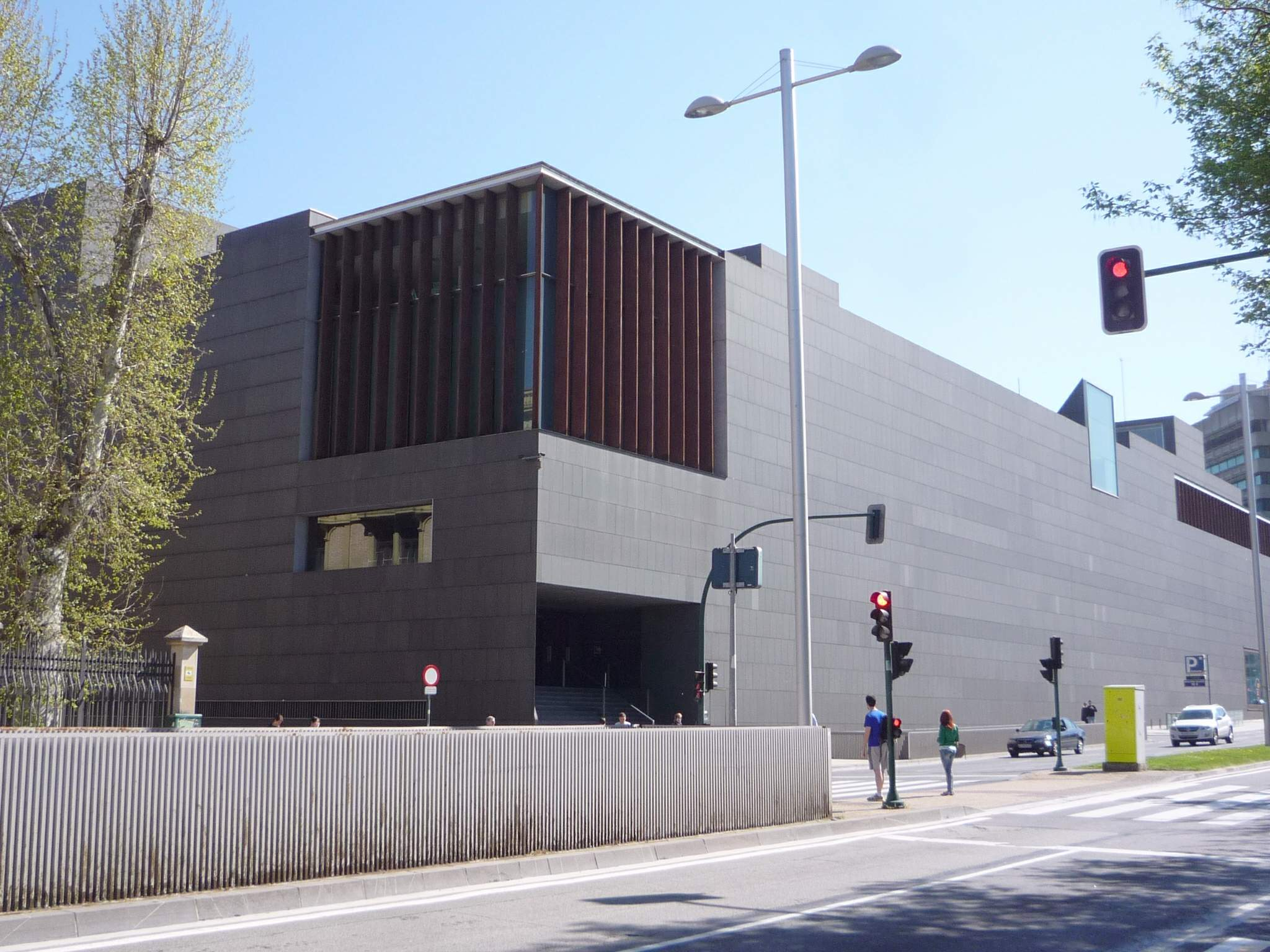
Fachada del Baluarte en Avda. del Ejército
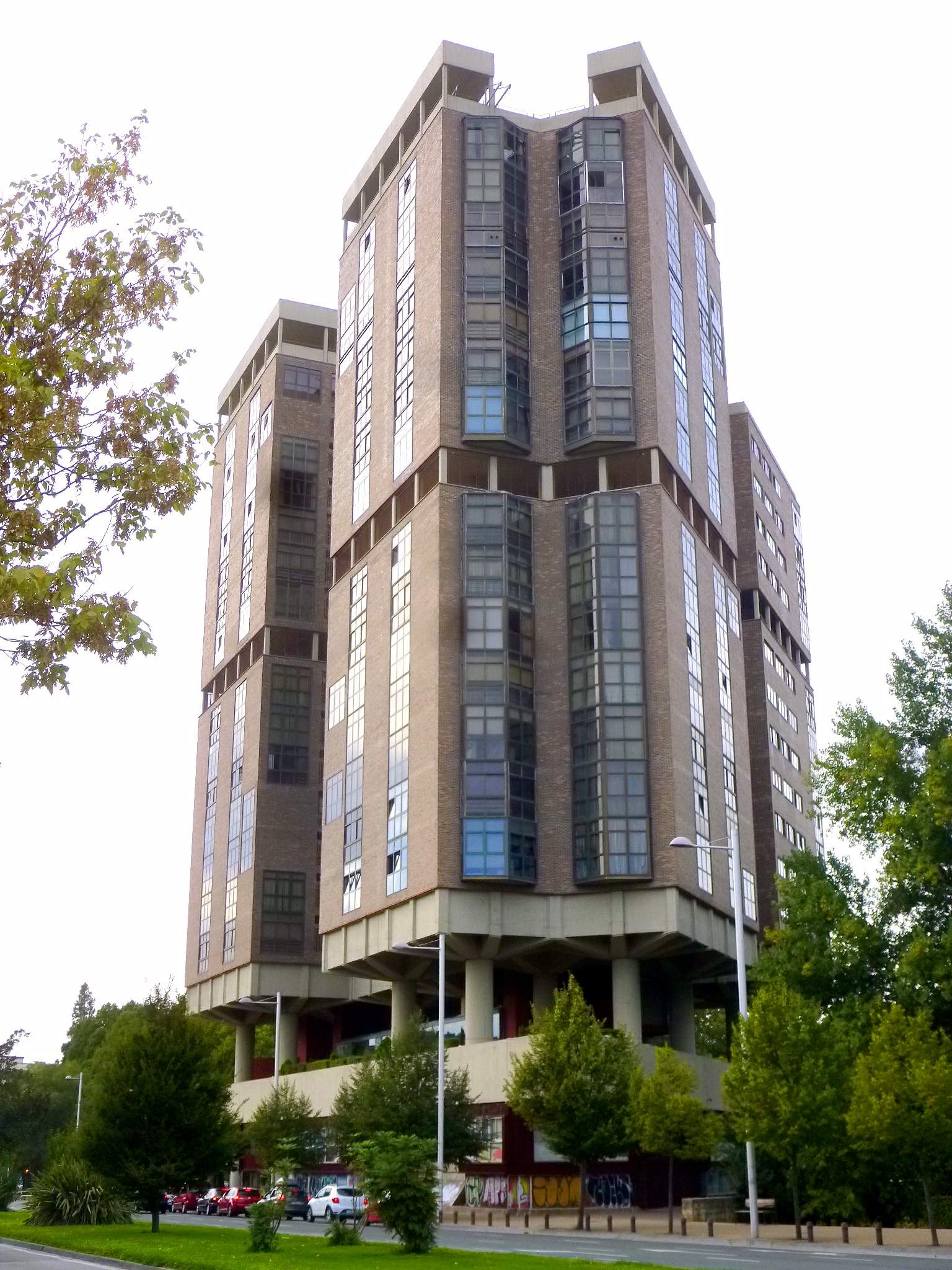
El edificio singular

## Edificios y monumentos emblemáticos

### Primera época

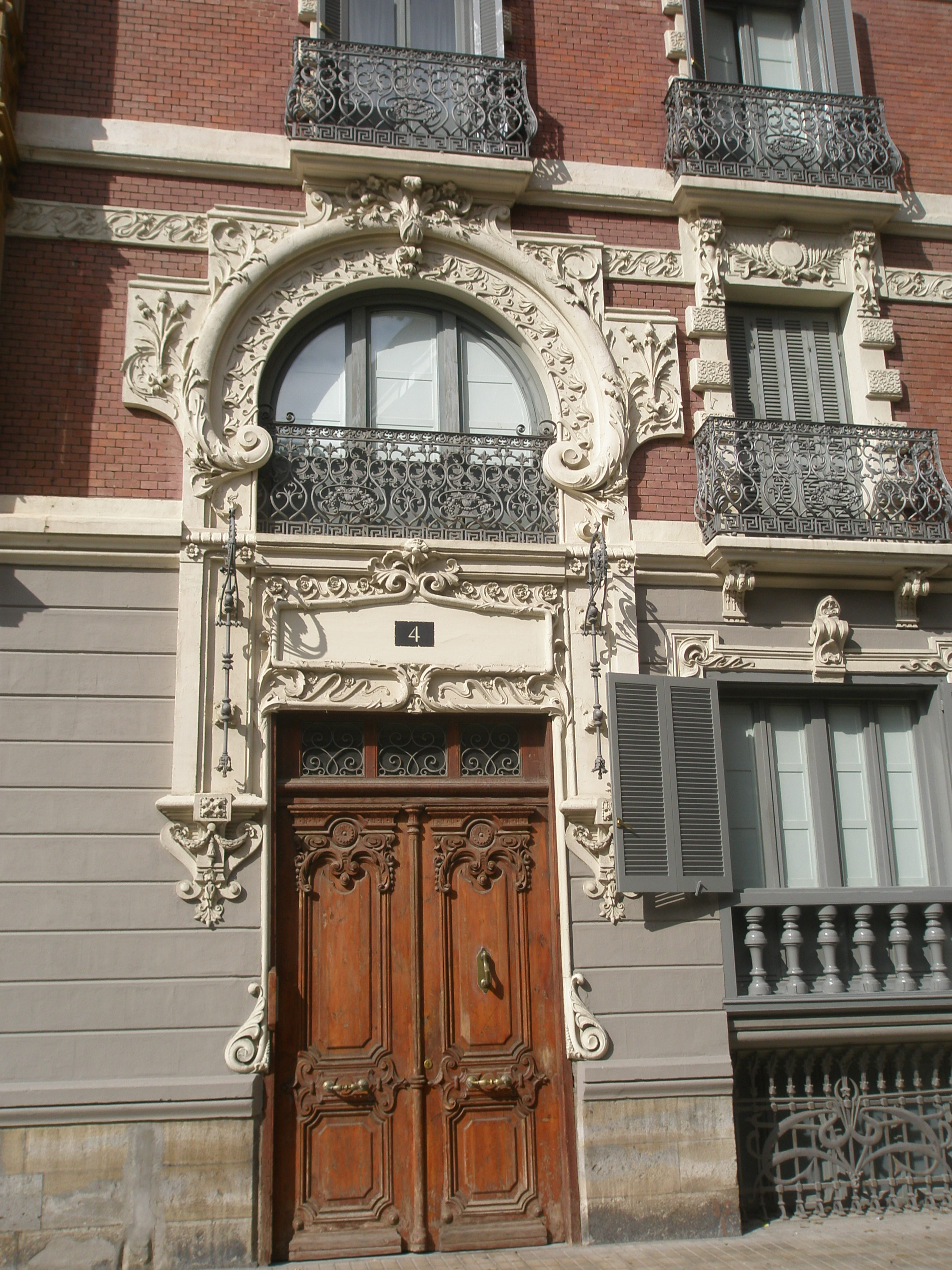
Portada modernista en c/José Alonso, 4

Hasta el momento en que se reformó la zona militar:
- Cámara de comercio. Proyecto de Florencio Ansoleaga en 1890. Edificio modernista proyectado como vivienda familiar; fue adaptado como colegio de las Madres Concepcionista por Víctor Eusa; y posteriormente para Cámara de Comercio por Manuel Sagasume, en 2000.[18]
- Palacio de Justicia, actual Parlamento de Navarra, proyectado por Julián Arteaga en 1892 como Audiencia y reformado en el año 2000, como sede del Parlamento, por Juan Miguel Otxotorena, Mariano González Presencio, Javier Pérez Herreras y José Vicente Valdenebro.[19]
- Edificio José Alonso, 4. De Manuel Martínez de Ubago en 1897, se proyectó solo con planta baja y un mirador en planta alta; el mismo arquitecto proyectó en 1902 su ampliación añadiéndoles tres plantas más.[20]
- Edificio General Chinchilla, 7. Proyecto de Ángel Goicoechea en 1899, en estilo ecléctico. Fue declarado Bien de Interés Cultural por Orden Ministerial, de 11 de noviembre de 1983. Fue acondicionado para la sede de la Mancomunidad de la Comarca de Pamplona (MCP), en 1989 por Manuel Sagastume, respetando totalmente el aspecto exterior.[21]; posteriormente la sede de la MCP se trasladó a un edificio de casco histórico.
- Edificio General Chinchilla 6. Proyecto de Manuel Martínez de Ubago en 1900; es exponente de uno de los mejores edificios de arquitectura burguesa de Pamplona. Estilísticamente, es una edificación modernista, uno de los escasos ejemplos de ese movimiento artístico en la arquitectura de la ciudad. Actualmente alberga la Escual de Música Joaquín Maya.[22]
- Gobierno militar. Es el único edificio de origen militar que se mantiene de los que completaron el Primer Ensanche. Data de 1915, proyectado por el capitán de ingenieros César Cañedo, en principio se destinó a viviendas de la oficialidad y posteriormente a oficinas de la Comandancia Militar.[11]
- Paseo de Sarasate, 21, esquina con Yanguas y Miranda. La casa fue comenzada en 1890 por los maestros de obra José María Villanueva y José Aranaburu y Elizalde; después Julián Arteaga en 1900 le añadió tres plantas, siguiendo las líneas compositiva de las plantas inferiores. Queda caracterizada por el juego de colores que proporciona el aparejo de ladrillos en que se alterna el color rojo con el ocre.[23]

### Tras la reforma de la zona militar
- Palacio de Congresos y Auditorio de Navarra, el Baluarte, del año 2003 de Francisco José Mangado.[24]
- Edificio de la avenida del Ejército 2. del año 1975. Realizado por Fernando San Martín, Xabier Sánchez de Muniáin y Roberto Urtasun. Construido por la Caja de Ahorros Municipal de Pamplona, fue la sede de esta entidad, y posteriormente de la Caja de Ahorros de Navarra. Actualmente es ocupada por algunos servicios del Ayuntamiento de Pamplona y de varios Colegios Profesionales.[25]